# Академія збройних сил Словаччини
Академія збройних сил генерала Мілана Растіслава Штефаника (словац. Akadémia ozbrojených síl generála Milana Rastislava Štefánika) — державний військовий університет Словаччини. Академія надає університетську освіту на всіх трьох рівнях. Її ректор з 1 листопада 2015 р. — доцент, інженер Йозеф Путтера.
Академія розташована на околиці Ліптовського Мікулаша. З Академії збройних сил до центру міста та автобусної станції курсує автобус 5-ї лінії (залежно від години  дня - 2 — 3 рази за годину), вартість проїзду 50 євроцентів. Крім того, один раз на добу, о 15.05, від Академії від'їздить автобус 12-лінії. Також можливо дістатися приміським автобусом, що курсує до Деменовської Доліни та курорту Ясна.

## Історія
Військова школа в Ліптові функціонувала з 1945 року. 1 вересня 1973 року вона отримала статус університету (Vysoká vojenská technická škola). У 1993 році, після розпаду Чехословаччини, функціонувала як Військова академія.
У 2004 році Національна рада Словаччини заснувала два університети: Академію збройних сил генерала Мілана Растіслава Штефаника (Akadémie ozbrojených síl) як державний університет, і Національну академію оборони маршала Андрія Хадіка (Národnej akadémie obrany), яка мала бути навчальним центром для подальшої та спеціальної військової підготовки. У 2008 році Національну академію оборони було скасовано, а її роль взяла на себе Академія збройних сил.
20 - 24 травня 2019 р. тут проходив 43-й бізнес-тиждень панелі прикладних транспортних технологій (AVT) Організації НАТО з науки та технологій (STO).

## Інфраструктура
В головному корпусі, крім учбових та адміністративних приміщень, розташовані музей і бібліотека, довідкові термінали.
На території установи під откритим небом в якості історичних експонатів знаходяться зразки озброєння та військової техніки,  зокрема, пускові установки зенітних ракетних комплексів С-75, С-125, РЛС, бронетехніка тощо.
Академія має власну типографію, яка видає, зокрема, науковий журнал "Science & Military" (виходить двічі на рік).

## Ректори
- бригадний генерал, доцент, інженер Мірослав Келемен (Miroslav Kelemen), доктор філософії — з вересня 2008 року по 31 липня 2011 року;
- бригадний генерал, доцент, інженер Боріс Дюркеш (Boris Ďurkech), кандидат наук — з травня 2012 року по 1 листопада 2015 р.
- доцент, інженер Йозеф Путтера (Jozef Puttera), кандидат наук — з листопада 2015 р.

## Галерея

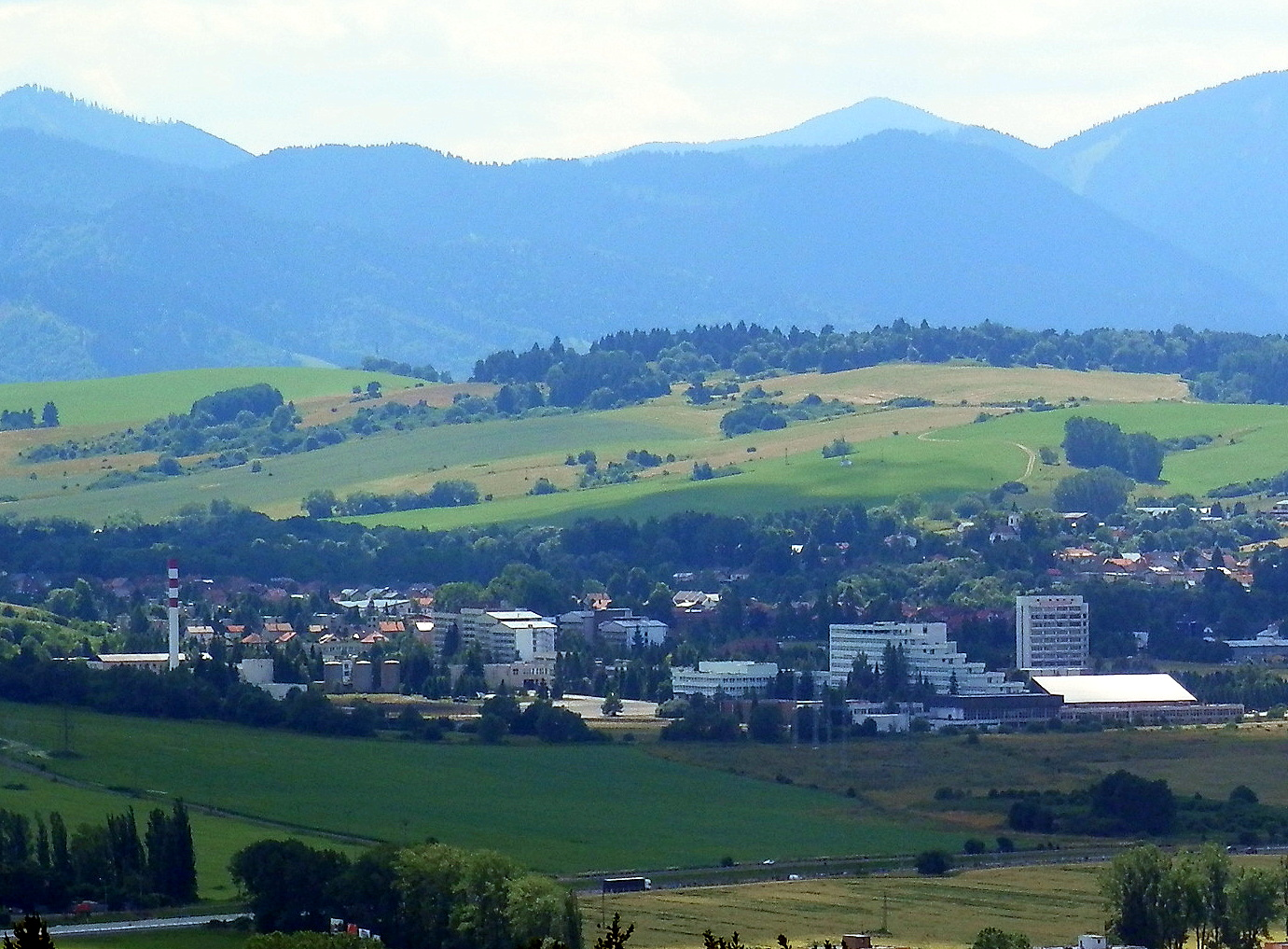
Вид на будівлі Академії
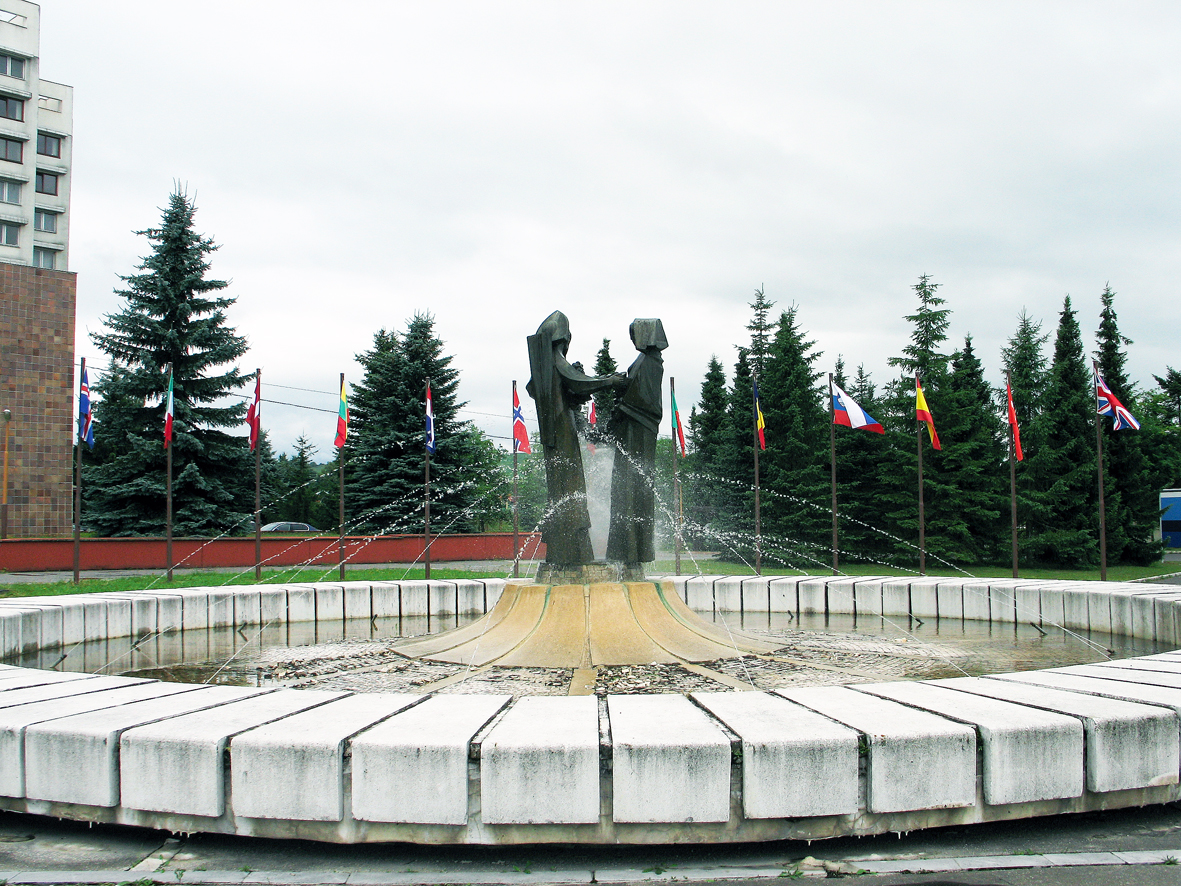
Фонтан перед входом до главного корпусу
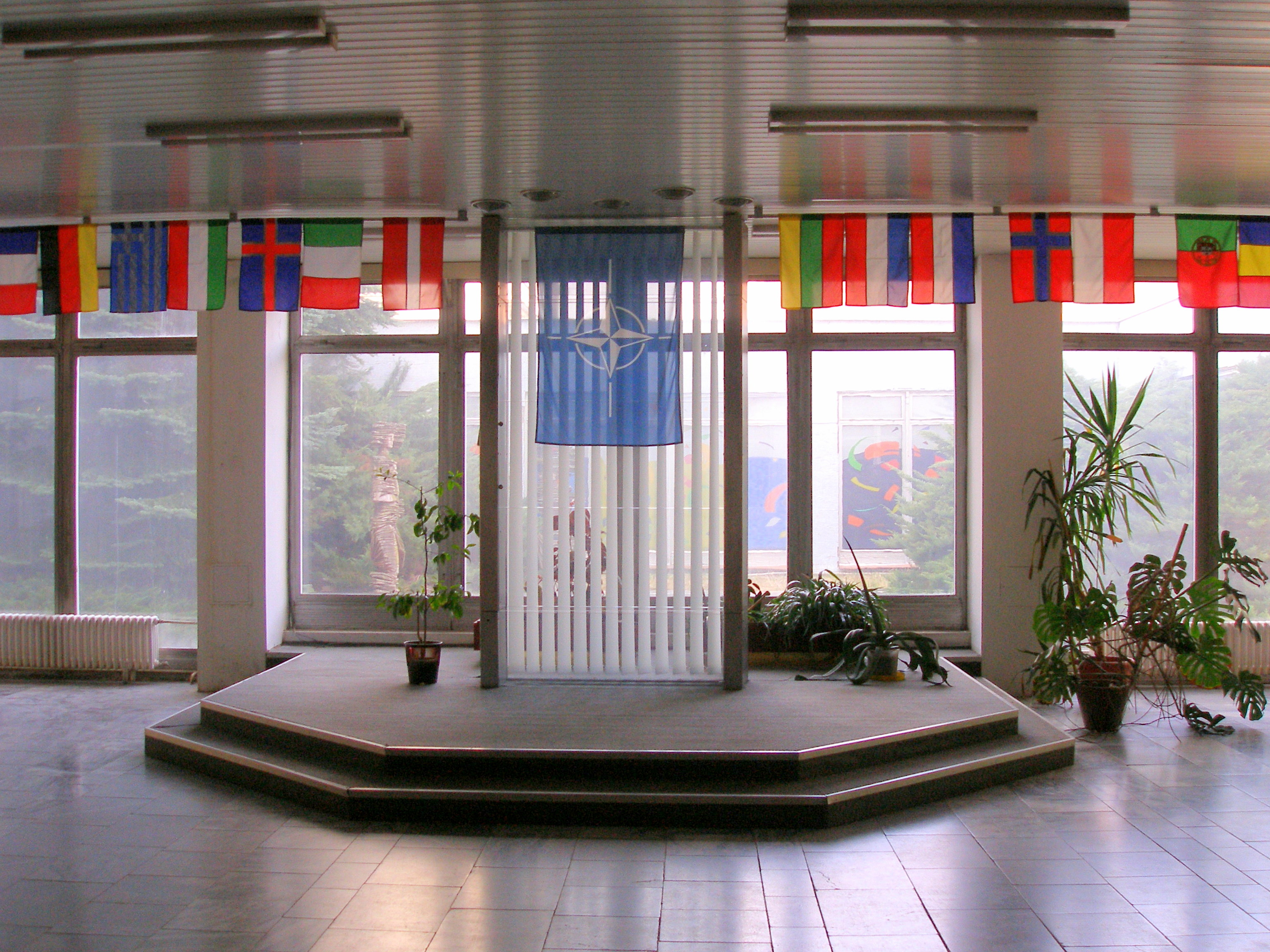
У холі головного корпусу
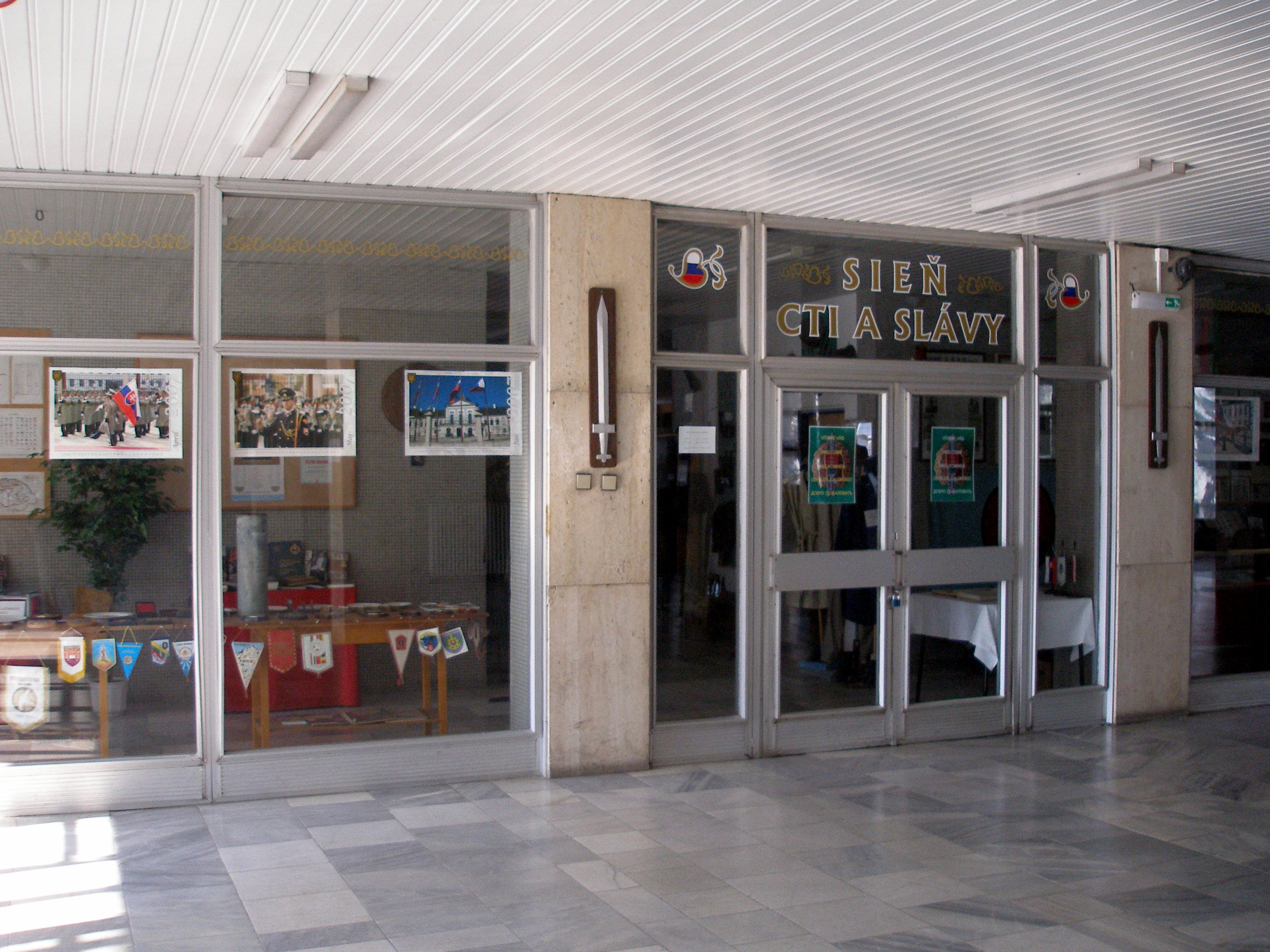
Вхід до музею
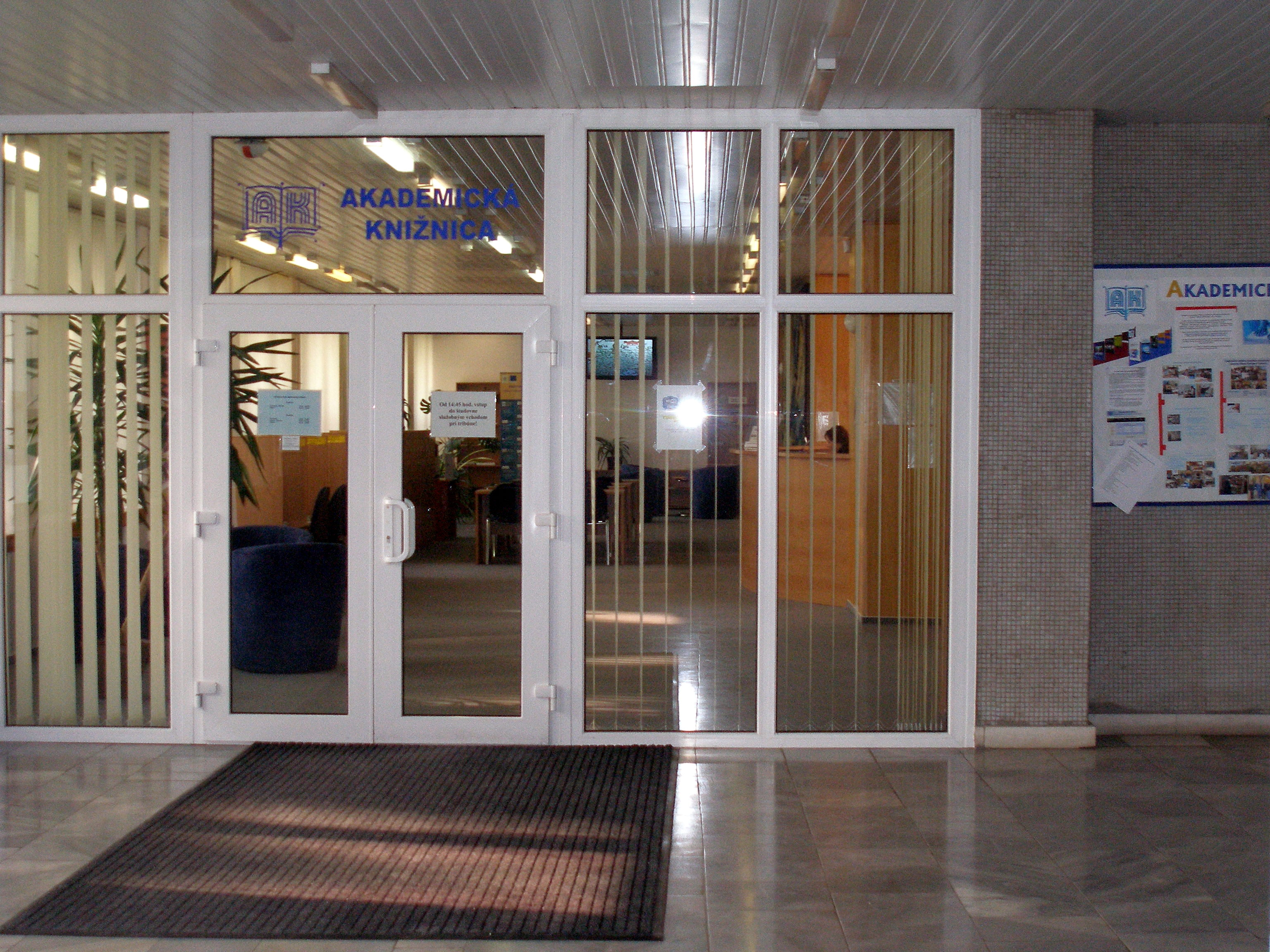
Бібліотека
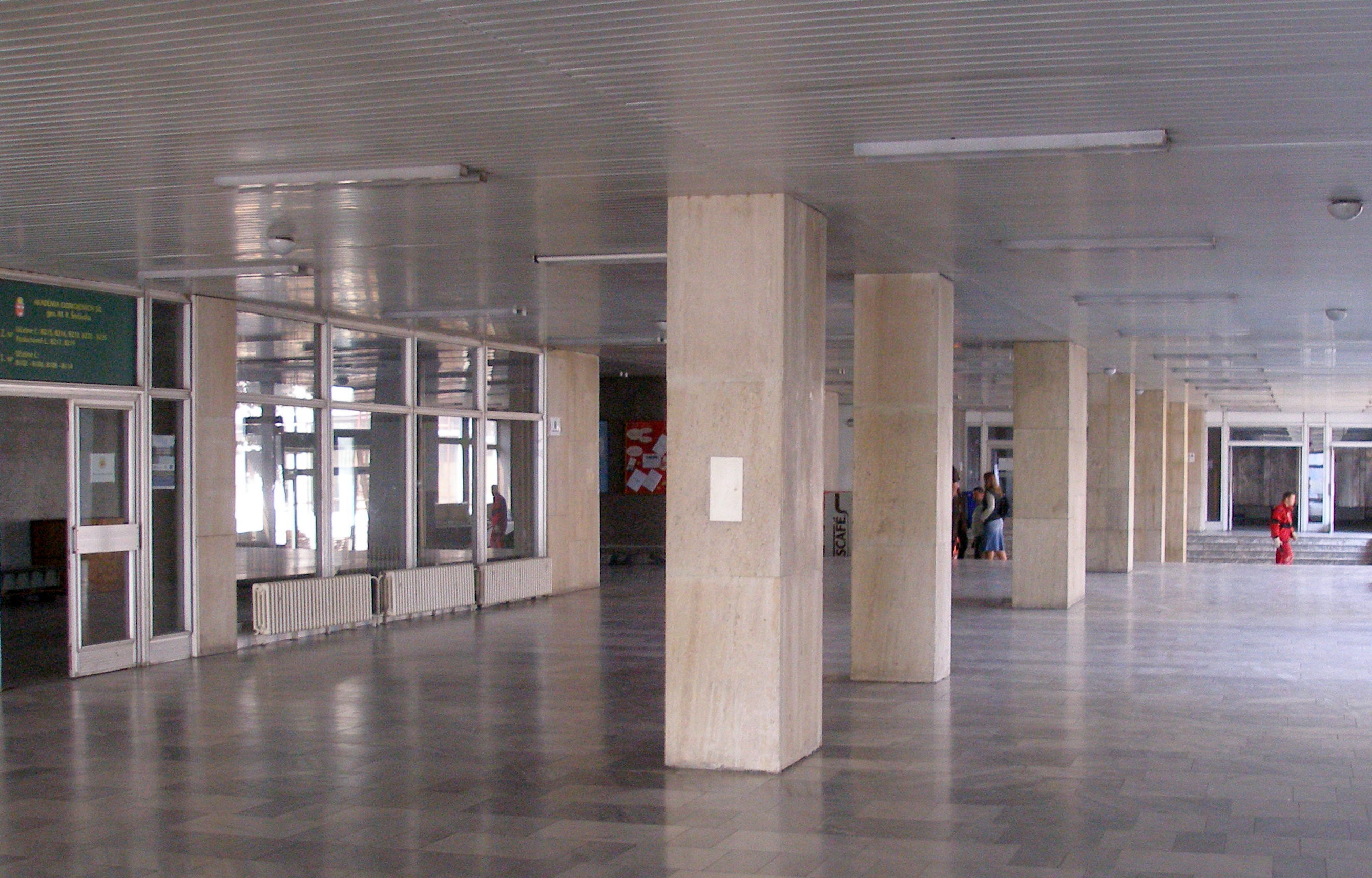
Інтер'єр головного корпусу
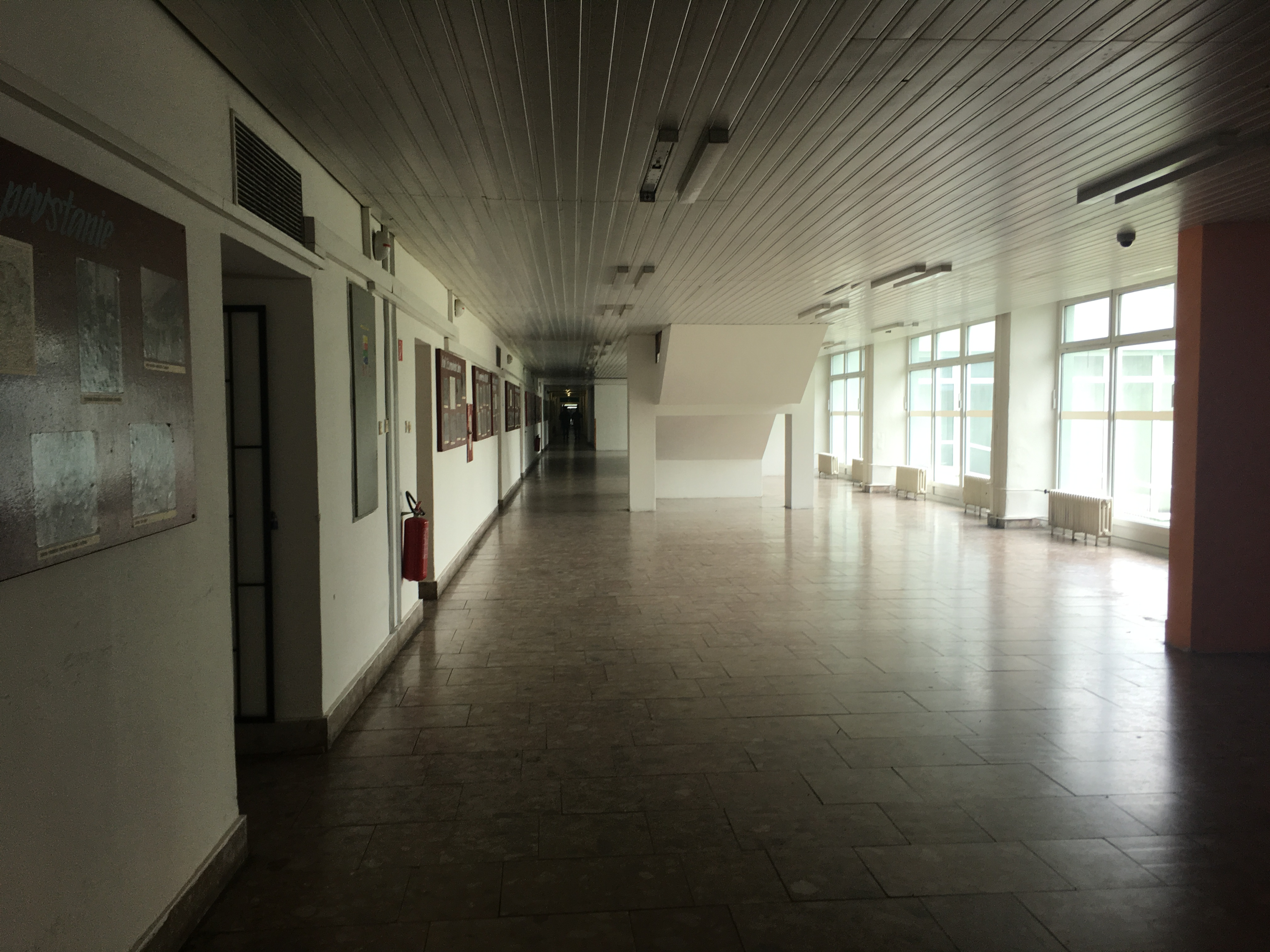
Один з коридорів головного корпусу
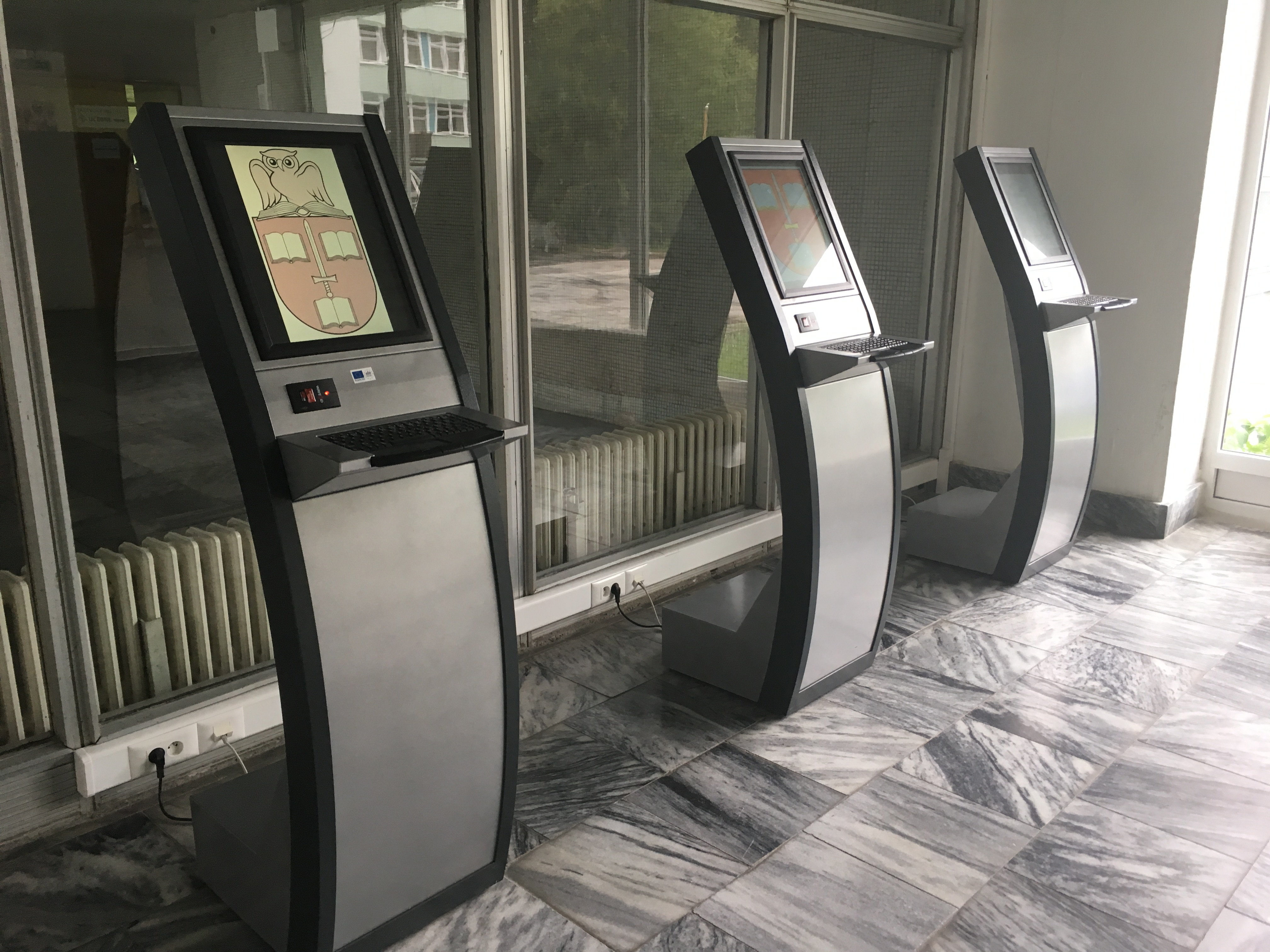
Довідкові термінали
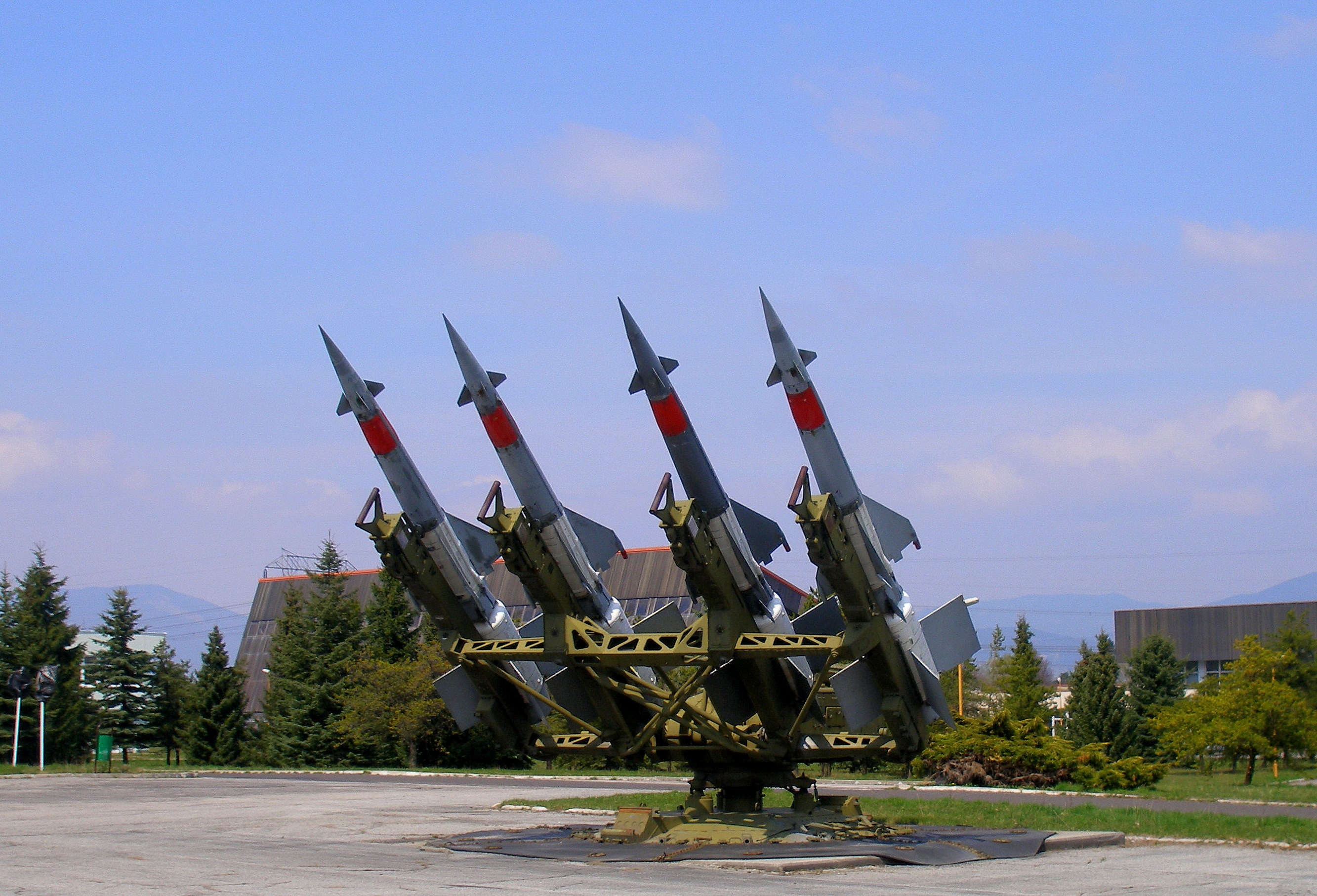
С-125
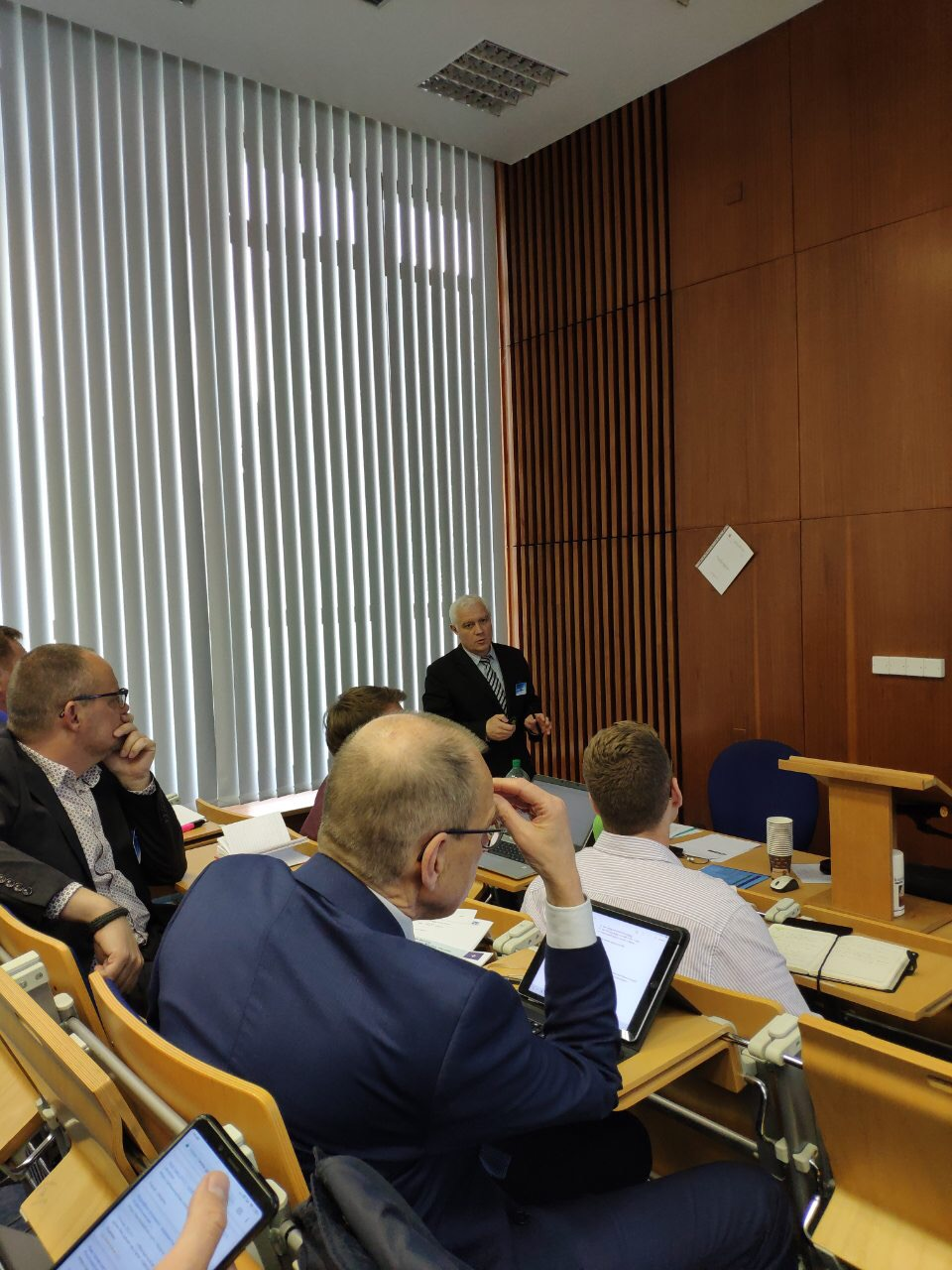
Засідання RTG AVT-290 STO, травень 2019.